# Internationale Friedensfahrt 1996
Die 49. Internationale Friedensfahrt (Course de la paix) war ein Straßenradrennen, das vom 5. bis 14. Mai 1996 ausgetragen wurde.
Die 49. Auflage der Internationalen Friedensfahrt bestand aus 11 Einzeletappen und führte auf einer Gesamtlänge von 1404 km von Brno über Trencin und Żywiec nach Leipzig. Mannschaftssieger war die Mannschaft Deutsche Telekom. Der beste Bergfahrer war Jaroslav Bílek aus Tschechien.
Auch professionelle Teams fuhren mit; mit Bjarne Riis auch Tour-de-France-Fahrer.
Insgesamt waren 108 Fahrer am Start. Teilnehmer waren:
Teams:
- Deutsche Telekom
- Husqvarna-ZVVZ
- Mroz
- LADA CSKA SAMARA
- Ipso–Asfra
- TICO
- WALISISCHE RADSPORT-UNION
- TEAM DEUTSCHLAND MITTE

Nationen:
- Tschechien
- Polen
- Slowakei
- Deutschland
- Österreich
- England
- Niederlande
- Lettland
- Schweiz
- Finnland

## Details
| Ergebnis | Ergebnis                    | Ergebnis    | Ergebnis            | Ergebnis |
| -------- | --------------------------- | ----------- | ------------------- | -------- |
| Erster   | Steffen Wesemann            | ø 38,0 km/h | Telekom ()          |          |
| Zweiter  | Michael Andersson           |             | Telekom ()          |          |
| Dritter  | Sergei Walerjewitsch Iwanow |             | LADA CSKA SAMARA () |          |

| Etappe     | Start – Ziel                 | Etappensieger                | Etappen- länge | Fahrzeit |
| ---------- | ---------------------------- | ---------------------------- | -------------- | -------- |
| 0Prolog    | Einzelzeitfahren in Brno     | Thomas Liese                 | 008 km         | 2:49:44  |
| 01. Etappe | Brno – Zlín                  | Steffen Wesemann Telekom ()  | 141 km         | 3:39:44  |
| 02. Etappe | Zlín – Trenčín               | Steffen Wesemann Telekom ()  | 145 km         | 3:46:56  |
| 03. Etappe | Trenčín – Visalaje           | Michael Andersson Telecom () | 191 km         | 5:00:09  |
| 04. Etappe | Einzelzeitfahren in Frýdlant | Steffen Wesemann Telekom ()  | 023 km         | 2:29:10  |
| 05. Etappe | Frýdlant – Żywiec            | Jaczek Mickiewicz MROZ ()    | 128 km         | 3:11:28  |
| 06. Etappe | Żywiec – Ostrava             | Steffen Wesemann Telekom ()  | 164 km         | 4:12:56  |
| 07. Etappe | Ostrava – Choceň             | František Trkal /HUS         | 201 km         | 5:33:50  |
| 08. Etappe | Choceň – Zlaté návrší        | Dainis Ozols                 | 185 km         | 5:40:58  |
| 09. Etappe | Liberec – Cottbus            | Steffen Wesemann Telekom ()  | 163 km         | 4:07:00  |
| 10. Etappe | Cottbus – Dessau             | Steffen Wesemann Telekom ()  | 204 km         | 5:04:44  |
| 11. Etappe | Dessau – Leipzig             | Steffen Wesemann Telekom ()  | 163 km         | 4:06:59  |